# Alexei Lapin
Alexei Lapin (russisch Алексей Лапин, in englischer Transkription Alexey Lapin, * 17. Dezember 1966) ist ein russischer Jazzpianist und Komponist im Bereich des Free Jazz und der improvisierten Musik.

## Wirken
Lapin arbeitet in verschiedenen musikalischen Projekten u. a. mit Sebastian Gramss/Frank Gratkowski, Melvyn Poore/Matthias Schubert, Thomas Buckner, Juri Jaremtschuk Nikolai Rubanow, Lena Sedych und Alexei Kruglow. Er legte auch einige Alben unter eigenem Namen vor. 2011 entstand in St. Petersburg das Trioalbum Inner Spire (Leo) mit den kanadischen Musikern Michel Lambert und François Carrier.

## Diskographische Hinweise
- Sebastian Gramss / Frank Gratkowski / Alexey Lapin / Helen Bledsoe – Unplugged Mind (Leo, 2009)
- Helen Bledsoe / Alexey Lapin / Melvyn Poore / Matthias Schubert / Roger Turner – Seek It Not With Your Eyes (Red Toucan Records, 2010)
- Alexey Lapin & Yury Yaremchuk: Anatomy Of Sound (SoLyd, 2010)
- Parallels: Solo Piano (Leo, 2011)
- François Carrier / Alexey Lapin / Michel Lambert – Inner Spire (Leo, 2011)
- Roman Stolyar / Alexey Lapin – Double Sonata (SoLyd, 2011)
- Alexey Kruglov, Alexey Lapin, Vladimir Shostak – Composition #37 (SoLyd, 2011)
- Thomas Buckner, Edyta Fil, Ilia Belorukov, Alexey Lapin, Juho Laitinen – Bewitched Concert (Intonema, 2011)